# Змеево (Пестречинский район)
Змеево — деревня в Пестречинском районе Татарстана. Входит в состав Ленино-Кокушкинского сельского поселения.

## География
Находится в северо-западной части Татарстана на расстоянии приблизительно 8 км на север по прямой от районного центра села Пестрецы у речки Ушня.

## История
Известна с 1565—1567 годов как Кишкильдеево.

## Население
Постоянных жителей было: в 1782 году — 152 души мужского пола, в 1859—365, в 1897—548, в 1908—582, в 1920—747, в 1926—768, в 1949—327, в 1958—342, в 1970—187, в 1979 — 78, в 1989 — 22, в 2002—7 (русские 100 %), 7 в 2010.